# Leticia Perdigón
Leticia Perdigón (née Guadalupe Leticia Perdigón Labrador le 7 août 1956) est une actrice mexicaine.

## Carrière
Leticia Perdigón commence sa carrière d'actrice avec le film Eva y Darío en 1973, en jouant au côté de l'actrice vedette Ana Luisa Peluffo, l'acteur Joaquín Cordero, Lilia Michel, ainsi que l'actrice Norma Lazareno. Elle fait aussi une apparition sur grand écran, auparavant la même année, en participant à la telenovela Mi Rival.
En 1975, elle tourne dans quatre de ses films les plus célèbres : Presagio, le maestro Luis Alcoriza, co-écrit avec le prix Nobel : Gabriel García Márquez où elle joue aux côtés d'acteurs de premier plan : David Reynoso (en), Lucha Villa, Pancho Córdova, Carmen Montejo, Enrique Lucero (es), Gloria Marín et José Gálvez. Elle est aussi dans le film La Otra Virginidad où elle joue avec des acteurs importants comme : Valentín Trujillo, Meche Carreño, Víctor Manuel Mendoza, Rita Macedo et Eduardo Noriega. Elle tourne également dans Bellas de noche, le premier film de "ficheras" au Mexique où elle joue à nouveau aux côtés de Pancho Córdova, Rosa Carmina, Jorge Rivero, Enrique Novi et Mario García "Harapos". Le quatrième film est Las Fuerzas Vivas, une œuvre où interviennent des acteurs célèbres, dirigé par Luis Alcoriza.
En 1976, elle tient le rôle de protagoniste dans le film Coronación, aux côtés de Ernesto Alonso, Sergio Jiménez (es), Aarón Hernán, Carmen Montejo, Raquel Olmedo. Elle intègre aussi Longitud de Guerra où elle joue aux côtés de  Víctor Alcocer, Mario Almada, Fernando Balzaretti, Pancho Córdova, Jaime Fernández et José Gálvez.
Puis elle participe à Lagunilla, mi barrio, film de 1981 où elle joue aux côtés de Manolo Fábregas, Lucha Villa, Héctor Suárez, Raúl Meraz, Carmen Molina, Queta Lavat, Jorge Fegán et sa suite : Lagunilla 2, film tourné deux années plus tard, en 1983.
En 1992, elle joue dans Anoche soñé contigo avec Socorro Bonilla, José Alonso et Patricia Aguirre.
Elle travaille dans diverses telenovelas comme Al diablo con los guapos de Televisa version mexicaine du succès argentin Muñeca brava.
En 2009, elle incarne Leonor, la mère de la protagoniste de la célèbre telenovela Hasta que el dinero nos separe.
En 2010, elle fait une participation spéciale à la fin de Niña de mi corazón.
En 2011, elle rejoint l'équipe artistique de Rosy Ocampo sur sa production La Force du destin (La fuerza del destino), où elle interprète le personnage d'Arcelia, une femme humble, bonne et maternelle, soucieuse parce que son fils tourne mal.
En 2012, elle tourne dans Por ella soy Eva, mélodrame de Rosy Ocampo où elle joue Silvia, une femme prête à tout supporter dans son couple avec un homme machiste.
En 2013, elle travaille de nouveau avec Ocampo, dans la telenovela Mentir para vivir, où elle interprète Matilde Aresti de Camargo. La même année, elle fait une participation spéciale dans la telenovela Qué pobres tan ricos aussi avec Rosy Ocampo.
En 2014, elle travaille avec Nathalie Lartilleux, dans le remake de La gata de 1970 fusionnée à Rosa salvaje de 1987 et à Cara sucia de 1992.
En 2015, elle intègre la production de Nicandro Díaz, Hasta el fin del mundo en incarnant Guadalupe Sánchez « Doña Lupe », rôle qu'interprétait auparavant l'actrice María Rojo, qui a quitté le tournage pour raison personnelle.

## Filmographie

### Telenovelas
- 1973 : Mi rival
- 1974 : Mundo de juguete : Irma
- 1976 : Mundos opuestos : Beba
- 1978 : Gotita de gente : Sofía
- 1978 : Viviana : Azafata
- 1979 : Los ricos también lloran : Lili
- 1979 : Cumbres Borrascosas : Estrella
- 1980 : Al rojo vivo : Emilia
- 1981 : El hogar que yo robé
- 1982 : Vivir enamorada : María
- 1983 : Amalia Batista : Reyna
- 1983 : Profesión: Señora
- 1989 : El cristal empañado : Mercedes
- 1989-1990 : Balada por un amor : Lucía Allende
- 1992 : Carrusel de las Américas
- 1993 : Clarisa : Aurelia
- 1995 : María José : Esther
- 1995 : Acapulco, cuerpo y alma : Rita
- 1997 : Desencuentro : Chaquira
- 1999 : Nunca te olvidaré : Gudelia
- 2000 : Primer amor... a mil x hora : Catalina Guerra de Luna
- 2001 : Salomé : Lola
- 2002 : Así son ellas : Margarita Saavedra Corcuera
- 2004-2006 : Rebelde : Mayra Fernández
- 2006-2007 : Código postal : Esperanza Gutiérrez
- 2007-2008 : Al diablo con los guapos : Socorro/Amparo Rodríguez
- 2009-2010 : Hasta que el dinero nos separe : Leonor Núñez de Medina
- 2010 : Camaleones : Mirta
- 2010 : Niña de mi corazón : Refugio, dite Cuca
- 2011 : La Force du destin (La fuerza del destino) : Arcelia, dite Celia, veuve de Galván
- 2012 : Por ella soy Eva : Silvia Romero Ruiz
- 2013 : Mentir para vivir : Matilde Aresti de Camargo
- 2013-2014 : Qué pobres tan ricos : Refugio Mendoza, dite Cuca
- 2014 : La gata : Leticia, dite La Jarocha
- 2015 : Hasta el fin del mundo : Guadalupe Sánchez
- 2016 : Tres veces Ana : Doña Chana
- 2017 : Papá a toda madre : Catalina Sánchez Moreno
- 2018 : Por amar sin ley : Susana de López

### Séries de télévision
- 1985 : Cosas de Casados : Leticia
- 1987-1988 : Las Solteras del 2 : Luisa
- 1989 : La Telaraña : Mara
- 1994-2003 : Mujer, casos de la vida real
- 1998 : ¿Qué nos pasa?
- 2010 : Hermanos y Detectives
- 2010 : La rosa de Guadalupe : Martha/Carmen
- 2010 : Mujeres asesinas 3 : Margarita Olvera, dite Maggie

### Films
- 1988 : Día de Muertos / Los hijos de la guayaba : Martha
- 1990 : El bolas
- 1990 : Escoria otra parte de ti
- 1990 : Mafiosos corporativos
- 1990 : Pelo gallo
- 1990 : El garañón 2
- 1991 : Los reptiles
- 1991 : Acosado
- 1991 : Golpe brutal
- 1991 : El mutilador
- 1991 : Pelearon diez rounds
- 1991 : Infierno verde
- 1991 : La mestiza
- 1992 : Borrachas de pulqueria
- 1992 : Los Panaderos
- 1992 : Anoche soñé contigo : Azucena
- 1993 : S.I.D.A., síndrome de muerte : Carmen
- 1993 : Un paso al cielo
- 1993 : Dos Fantasmas Sinvergüenzas
- 1993 : Ya la hicimos
- 1994 : Luna de hiel
- 1994 : La asesinadita
- 1995 : Las alas del pez
- 1995 : Juego limpio : Silvia
- 1995 : Fuera ropa
- 1996 : Ruta 100
- 1996 : Balazos en la capirucha
- 1996 : Doble indemnización : Rosario
- 1997 : Asesino misterioso : Amalia
- 1997 : Un pájaro escondido

## Nominations et récompenses

### Premios TVyNovelas
| Année | Catégorie                     | Telenovela        | Résultat   |
| ----- | ----------------------------- | ----------------- | ---------- |
| 1983  | Meilleure révélation féminine | Vivir enamorada   | Nomination |
| 2006  | Meilleure actrice             | Rebelde           | Nomination |
| 2014  | Meilleure actrice             | Mentir para vivir | Nomination |